# Luftspalt (Magnetismus)
Als Luftspalt wird in der Elektrotechnik im Rahmen magnetischer Kreise der Raum oder Abstand zwischen zwei gegenüberliegenden Flächen bezeichnet, welche einen magnetischen Fluss führen. Beispiele sind der Luftspalt zwischen Rotor und Stator eines Elektromotors oder der Luftspalt in Drosselspulen. Bei manchen technischen Geräten wie Transformatoren wird danach gestrebt, für eine möglichst effiziente Funktion den Luftspalt möglichst klein zu halten.

Eisenkern mit Luftspalt

Polschuh einer Schenkelpolmaschine; die grün dargestellte Form führt zu inhomogener, die in Orange zu homogener magnetischer Flussdichte im Luftspalt

Ein Luftspalt im ansonsten geschlossenen Verlauf eines Eisenkernpaketes oder Ferritkernes vergrößert den magnetischen Widerstand im magnetischen Kreis. Damit berechnet sich die Induktivität für einen magnetischen Kreis mit Luftspalt wie folgt:
{\displaystyle L={\frac {N^{2}}{R_{m,{\text{Eisen}}}+R_{m,{\text{Luft}}}}}\approx {\frac {N^{2}}{R_{m,{\text{Luft}}}}}}
{\displaystyle R_{m,{\text{Luft}}}={\frac {1}{A_{L}}}={\frac {l_{\text{Luft}}}{\mu _{0}\cdot A}}}
Die magnetische Sättigung des Kernwerkstoffes tritt dadurch erst bei wesentlich höheren Feldstärken ein. Im Luftspalt von Speicherdrosseln ist ein wesentlicher Teil der magnetischen Energie gespeichert. Hierfür muss in Kauf genommen werden, dass sich die Induktivität pro Windungszahl (sogenannter Al-Wert) verringert.
Auch für den Fall, dass dieser Spalt nicht aus Luft besteht, wird er trotzdem als Luftspalt bezeichnet. Entscheidend für die Wirkung ist die Abwesenheit ferromagnetischen Materials. Je nach Bauteilfunktion treten am Luftspalt große Kräfte auf (z. B. bei Drosselspulen). Stehen Maßhaltigkeit und Verschleißfestigkeit im Vordergrund (z. B. bei Magnetköpfen) werden vielfach Luftspalte aus festem (nicht ferromagnetischen) Material gebaut. Hierdurch werden Geräusche (z. B. Netzbrummen) und eine Veränderung der Spaltbreite vermindert.
Bei Gleichstrom-Relais vermeidet ein durch einen nicht ferromagnetischen Niet oder eine Folie ausgefüllter Luftspalt das Haftenbleiben des Magnetankers am Spulenkern, da auch bei stromloser Spule eine geringe Restmagnetisierung erhalten bleibt.
Pulverkerne bestehen aus vielen voneinander getrennten ferromagnetischen Teilchen, man spricht hier auch von einem verteilten Luftspalt.